# Paço de Sousa
Paço de Sousa ist eine Gemeinde (Freguesia) und gleichzeitig eine Kleinstadt (Vila) im Norden Portugals.
Paço de Sousa gehört zum Kreis Penafiel im Distrikt Porto, besitzt eine Fläche von 8,6 km² und hat 3838 Einwohner (Stand 19. April 2021).

## Bauwerke

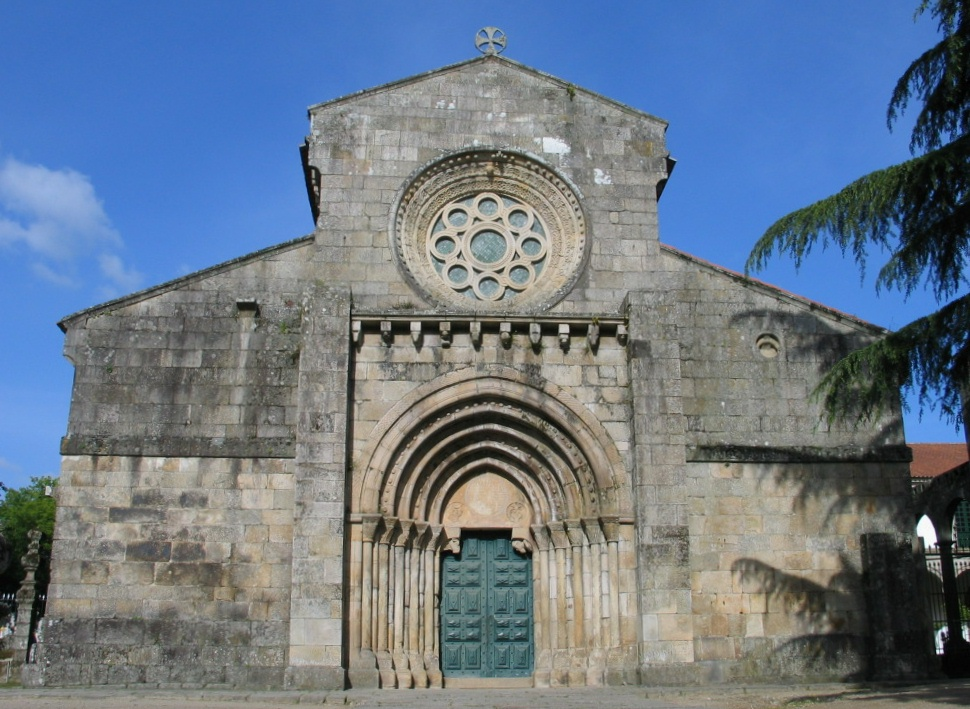
Mosteiro de Paco de Sousa

- Kloster von Paço de Sousa